# Orazio Arancio
Pour les articles homonymes, voir Arancio.
Pas d'image ? Cliquez ici

a Compétitions nationales et continentales officielles uniquement.

b Matchs officiels uniquement.
Dernière mise à jour le 12 août 2019.
Orazio Arancio, né le 15 novembre 1967 à Catane en Sicile, est un joueur de rugby à XV international italien, évoluant au poste de troisième ligne aile.

## Biographie
Orazio Arancio a été formé à Catane. Il a évolué sous les couleurs de l'Amatori Catania, puis de Milan et du RC Toulon avant celles du Benetton Rugby Trévise. Il a honoré sa première cape internationale le 6 novembre 1993 à Moscou contre la Russie (victoire 30-19).

## Parcours en club
- Amatori Catane 1986-1996
- Amatori Rugby Milan 1996-1997
- RC Toulon 1997-1998
- Benetton Trévise 1998-2000
- Rugby Bologne 1928 2000-2002
- Amatori Catane 2002-2006
- San Gregorio Catania Rugby 2006-2010

- San Gregorio Catania Rugby (entraîneur) 2008-2012

## Palmarès en club
- Champion d'Italie : 2005
- Vainqueur de la Coupe d'Italie : 2004

## Équipe nationale
- 34 sélections avec l'équipe d'Italie de 1993 à 1999
- 10 points (2 essais)
- Sélections par année : 1 en 1993, 7 en 1994, 9 en 1995, 6 en 1996, 2 en 1997, 3 en 1998, 6 en 1999
- Coupes du monde de rugby disputées : 1995 (3 matchs, 3 comme titulaire), 1999 (2 matchs, 1 comme titulaire)